# Talheim (Tuttlingen)
Pour l’article homonyme, voir Talheim (Heilbronn).
Talheim  est une commune de Bade-Wurtemberg (Allemagne), située dans l'arrondissement de Tuttlingen, dans le district de Fribourg-en-Brisgau.